# Edward Sandström

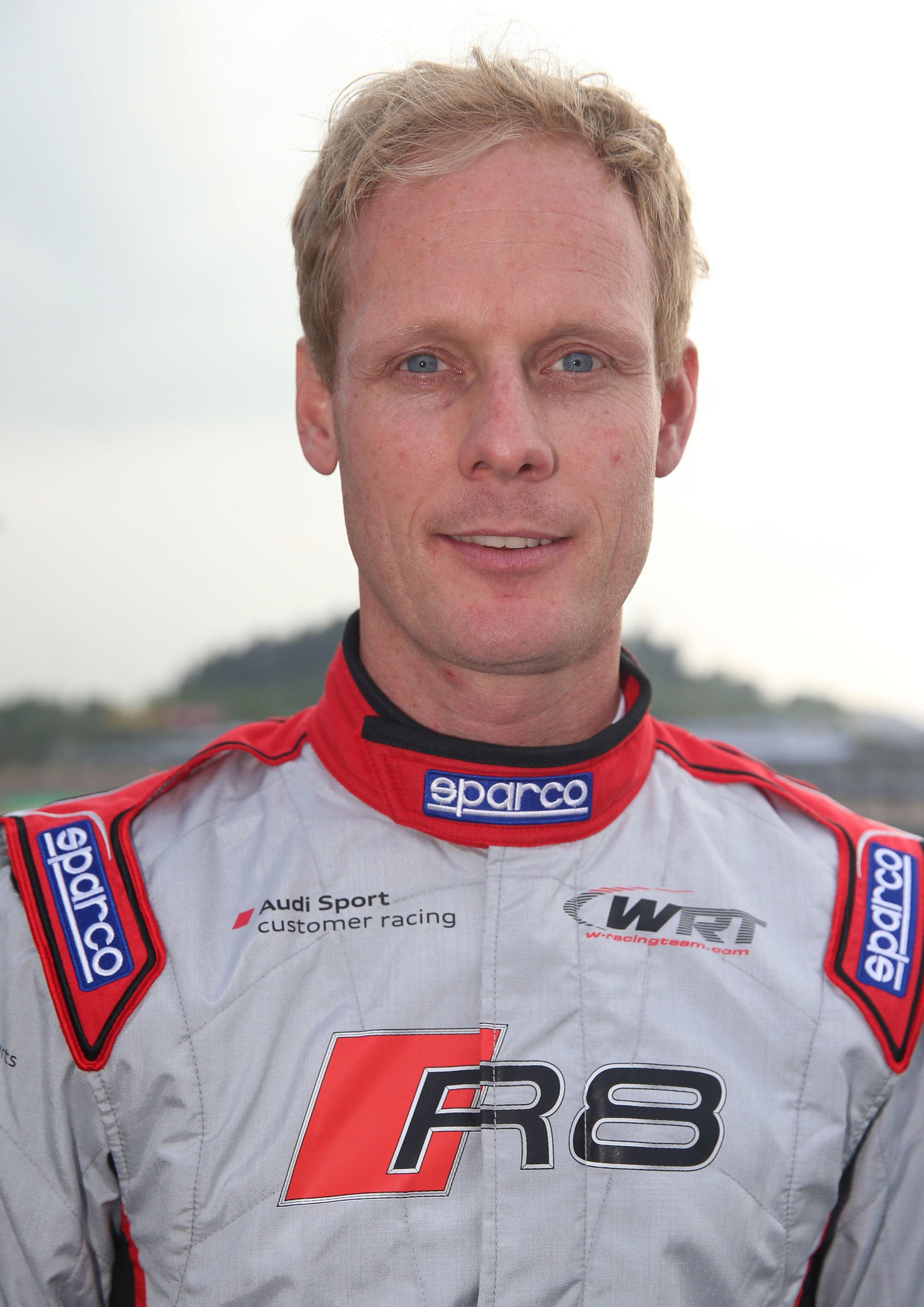
Edward Sandström (2016)

Edward Sandström (* 4. Januar 1979) ist ein schwedischer Automobilrennfahrer.

## Karriere

### Kartsport
Edward Sandström fuhr Anfang der 1990er Jahre Kartrennen.

### Formel- und Tourenwagensport
1999 und 2000 startete er im Volvo S40 Junior Touring Car Cup und gewann im zweiten Jahr den Meistertitel. Danach trat er ab 2001 bis 2004 in Formelrennserien an. 2001 fuhr er in der Zetec-Klasse der Schwedischen Formel Ford und wurde Vizemeister. 2003 und 2004 ging er im Formel Renault V6 Eurocup an den Start und erreichte im ersten Jahr mit dem 17. Rang seine beste Gesamtplatzierung in der Serie.
2002, 2005 und 2006 fuhr er in der Schwedischen Tourenwagen-Meisterschaft und belegte 2002 und 2005 jeweils den vierten Platz im Gesamtklassement.

### GT-Motorsport
Von 2006 bis 2010 startete Sandström im Porsche Carrera Cup Skandinavien. 2007 gewann er den Meistertitel und erzielte seinen größten Erfolg dieser Markenmeisterschaft.
2010 und 2011 fuhr er für das Team Schubert Motorsport mit einem BMW Z4 GT3 in der FIA-GT3-Europameisterschaft. Dort wurde er 2010 zusammen mit Patrick Söderlund Sechster in der Gesamtwertung.
2010, 2012, 2015 und 2016 ging er in der ADAC GT Masters an den Start. Im ersten Jahr war er mit dem Team Need for Speed by Schubert Motorsport Gaststarter. 2012 trat er für Prosperia uhc speed und 2015 für das Team kfzteile24 MS Racing mit einem Audi R8 LMS ultra an. In der Saison 2016 fuhr er für kfzteile24 APR Motorsport einen Audi R8 LMS GT3. 2015 wurde er zusammen mit Daniel Dobitsch Achter im Gesamtklassement und erreichte sein bestes Ergebnis in der Rennserie.
Von 2011 bis 2015 trat er mit verschiedenen Rennteams in der GT3-Pro-Cup-Wertung der Blancpain Endurance Series an. Seinen größten Erfolg in der Serie, einen dritten Platz in der Gesamtwertung, erzielte er 2014 für das französischeTeam Saintéloc Racing mit einem Audi R8 LMS ultra. Danach fuhr er 2016 im Blancpain GT Series Sprint Cup und 2017 im Blancpain GT Series Endurance Cup.
Mit dem Belgian Audi Club Team WRT fuhr er 2013 zusammen mit Frank Stippler eine Saison in der Pro-Wertung der FIA GT Series und gewann den Vizemeistertitel.
Parallel zu den Blancpain-Rennserien startete er in einigen Rennen anderer Rennserien, wie 2011 in der American Le Mans Series, 2012 und 2015 in der Swedish GT Series, 2014 und 2015 in der Französischen GT-Meisterschaft und 2017 in der Intercontinental GT Challenge.
2018 fuhr er einen Chevrolet Camaro in zwei Rennen der V8 Thunder Cars Sweden und wurde 13. in der Gesamtwertung.

### Langstreckenrennen
Sandström trat in seiner Motorsportkarriere mehrmals bei 24-Stunden-Langstreckenrennen an. Von 2010 bis 2018 startete er beim 24-Stunden-Rennen auf dem Nürburgring. Dort erzielte er 2010 auf einem BMW Z4 GT3 einen zweiten Platz in der SP9 GT3-Wertung für Schubert Motorsport. 2015 verbesserte das Ergebnis und gewann auf einem Audi R8 LMS für Audi Sport Team WRT den SP9-Klassensieg.
In der 24H Series ging er 2011 und 2012 in einigen Rennen an den Start. Beim 24-Stunden-Rennen von Dubai 2011 gewann er zusammen mit Augusto Farfus, Claudia Hürtgen und Tommy Milner in einem BMW Z4 GT3 für das Team Schubert Motorsport das Rennen. Im selben Jahr fuhr er mit Michael Outzen, Lars Stugemo und Peter Posavac ebenfalls für Schubert Motorsport den Sieg ein.
Für das W Racing Team startete er 2012 mit einem Audi R8 LMS beim 24-Stunden-Rennen von Zolder und wurde Gesamtsieger.

### Rallycross-Sport
In der Saison 2015 startete Sandström für das Team EKS in einem Rennen der FIA-Rallycross-Weltmeisterschaft (WRX) und wurde 28. in der Gesamtwertung.